# Pierre Van Hamme
Pierre Thomas Van Hamme (qui adopta le nom chinois de WANG Shihan, Doulu), né le 25 mars 1651 à Gand (Belgique) et décédé le 17 août 1727 à Songjiang (Jiangsu), en Chine, était un prêtre jésuite belge, missionnaire en Chine et au Mexique.

## Biographie
Entré le 24 avril 1672 au noviciat des Jésuites des Pays-Bas méridionaux, à Malines, Pierre Van Hamme effectue le parcours ordinaire de la formation jésuite jusqu'à son ordination sacerdotale, à Louvain, le 23 mai 1682.
Le père Philippe Couplet se trouvait en Europe en 1683. Il avait participé à la Congrégation des procureurs (1681) et était chargé d’obtenir du pape l’autorisation d’utiliser la langue chinoise dans la liturgie. Pierre Van Hamme reçoit la permission de l’accompagner dans son voyage de retour en Chine. Il quitta Rome le 16 juillet 1684. Lors de son passage en France les deux missionnaires (avec un converti chinois) sont reçus par Louis XIV à Versailles et visitent l’observatoire astronomique. 
Cependant à Rome Van Hamme avait changé d’avis en ce qui concernait sa destination, en raison de la vive controverse entourant les prétendus « rites chinois ». Il part vers les missions de l’Ouest. Le 26 juin 1687 il quitte Cadix, Espagne, pour le Nouveau Monde. Durant le voyage en mer il prononce ses derniers vœux (15 août 1687). Après dix mois dans la  mission de Tarahumara de Papagochi il est malgré tout envoyé en Chine.
Il quitte Acapulco le 28 mars 1689 et, traversant l’océan Pacifique, arrive à Canton (Guangzhou) 9 décembre de la même année. Ses premiers postes sont au service pastoral de communautés chrétiennes des provinces de Fujian et Jiangsu. De (1703 à 1713 il est recteur du collège portugais de Pékin (Beijing).  Il retourne ensuite à Jiangsu.
En 1724 Van Hamme est nommé « Visiteur » de la province jésuite du Japon et de la vice-province de Chine.  Mais l’année suivante, il renonce à sa charge pour des raisons de santé. 
Au cours de ses années en Chine, et surtout comme Visiteur canonique, le père Van Hamme vécut de très près les vicissitudes soulevées par la grave controverses concernant les prétendus « rites chinois » (Querelle des Rites). Ses lettres témoignent des graves problèmes de conscience auxquels les missionnaires en Chine doivent faire face, ainsi que de l'angoisse des chrétiens chinois.
Le père Pierre Van Hamme meurt à Jiangsu le 27 août 1727.